# Closer (musikalbum av Better Than Ezra)
Closer är det amerikanska alternativa rockbandet Better Than Ezras fjärde studioalbum, utgivet 7 augusti 2001.

## Låtlista
1. "Misunderstood" - 3:45
2. "Extra Ordinary" - 3:40
3. "Closer" - 4:32
4. "Rolling" - 3:33
5. "A Lifetime" - 3:36
6. "Recognize" - 3:19
7. "Sincerely, Me" - 3:57
8. "Get You In" - 4:09
9. "Briefly" - 4:18
10. "Juarez" - 4:12
11. "I Do" - 3:47